# Babina adenopleura
Babina adenopleura es una especie de anfibio anuro de la familia Ranidae.

## Distribución geográfica
Esta especie se encuentra entre los 30 y 1800 m sobre el nivel del mar:
- en Japón en las islas Yaeyama;
- en Taiwán.[3]

## Descripción
Ella es semi-acuática. Es ovípara, de color verde o marrón claro como la arena.

## Taxonomía
Algunos autores consideran que Babina caldwelli es sinónimo de Babina adenopleura, especialmente Fei en 1999 y Fei, Hu, Ye &. Huang en 2009, sin embargo, Dubois en 1992 lo ve como una especie separada.

## Publicación original
- Boulenger, 1909 : Descriptions of Four new Frogs and a new Snake discovered by Mr. H. Sauter in Formosa. Annals and Magazine of Natural History, sér. 8, vol. 4, p. 492-495[4]